# José Alcalá-Zamora Queipo de Llano
José Alcalá-Zamora Queipo de Llano (Málaga, 28 de septiembre de 1939-Madrid, 9 de enero de 2019) fue un historiador español. Doctor en historia, fue miembro de número de la Real Academia de la Historia y catedrático de historia moderna en las Universidades de Murcia, Oviedo, Universidad Nacional de Educación a Distancia (UNED) y, finalmente, en la Complutense de Madrid.

## Biografía

### Su familia
Era nieto, tanto del expresidente de la República Niceto Alcalá-Zamora y Torres como del general Gonzalo Queipo de Llano y Sierra, i marqués de Queipo de Llano, uno de los principales cabecillas del golpe de Estado, en Sevilla, del 18 de julio de 1936. Su padre, fue el jurista Niceto Alcalá-Zamora y Castillo y se hallaba en el exilio cuando nació José.

### Exilio
Durante la guerra civil, su familia se vio inmersa en un largo periplo que les conduciría a Francia, Argelia, Cuba y finalmente Argentina. Durante esta larga travesía falleció su abuela. En Argentina, el también exiliado Luis Jiménez de Asúa, que había sido presidente del Congreso de los Diputados en el exilio, y luego de la República, colocó a su padre, que era jurista, como profesor de derecho procesal penal en la Universidad Nacional de la Plata. Desde Argentina se trasladaron a México.

### Regreso a España
En 1950, con once años, regresó a España con su familia materna para cursar el bachillerato por libre, obteniendo excelentes notas. Tras finalizar los estudios de Secundaria, regresó a México, reclamado por su padre, para iniciar los estudios en Derecho, aunque nunca fue su verdadera vocación. En 1958 regresó a España para vivir en Madrid con su tía Mercedes, completar sus estudios jurídicos y matricularse en 1962 en Filosofía y Letras.
Nueve años después, en 1967, comenzó su labor docente en la Facultad de Geografía e Historia de la Universidad Complutense de Madrid. Su investigación se centró en la historia moderna de España, particularmente en el reinado de Felipe IV y su proyección exterior, y en el siglo xvii. En 1977 obtuvo la cátedra de historia moderna en la Complutense. El 8 de mayo de 1987 fue elegido miembro numerario de la Real Academia de la Historia, tomando posesión el 7 de mayo de 1989, con su discurso titulado «La reflexión política en el itinerario del teatro calderoniano», que tuvo la contestación de Gonzalo Anes.
Estuvo casado con Sonsoles Díaz-Berrio González, con quien tuvo dos hijas: Elvira y Laura.

### Faceta poética y deportiva
También cultivó la poesía. De hecho, el propio Alcalá-Zamora se definía a sí mismo como un «poeta clásico, muy cuidadoso con la forma». Su última obra, publicada en 2015, fue una recopilación de sonetos. Cultivó la poesía, casi tanto como la historia y el deporte —tenía a gala ser un maratoniano, que había competido en varios maratones—. Obtuvo el Récord Guinness por su maratón en barco el 5 de octubre de 1985. Su producción literaria alcanza una treintena libros, ya sean novelas u obras poéticas, en los que trata del amor y del erotismo, del desamor y de la sátira.

## Obras
- Historia de una empresa siderúrgica española: Los Altos Hornos de Liérganes y La Cavada, 1622-1834, 1974.
- España, Flandes y el Mar del Norte (1618-1639): La última ofensiva europea de los Austrias madrileños. Planeta, 1975.[10] ISBN 8432078131, ISBN 9788432078132
- La Monarquía de Felipe II.
- La empresa de Inglaterra: (la "Armada invencible": fabulación y realidad). Real Academia de la Historia, 2004.[11] ISBN 8495983370, ISBN 9788495983374
- La España y el Cervantes del primer Quijote (Coord.), Madrid, Real Academia de la Historia, 2005,
- Felipe IV. El hombre y el reinado (Coord.), Madrid, Centro de Estudios Europa Hispánica, 2005.
- De cómo amor no acaba. SIAL Ediciones, 2008.[12] ISBN 8496464784, ISBN 9788496464780

## Premios
Recibió varios galardones literarios, entre los que destacan:
- Premio Francisco de Quevedo
- Premio Leonor
- Premio Ministerio de Cultura[1]